# 米氏吠杜父魚
米氏吠杜父魚，為輻鰭魚綱鮋形目杜父魚亞目杜父魚科的其中一種，為溫帶海水魚，分布於東太平洋阿拉斯加至美國加州北部海域，棲息深度2-82公尺，體長可達5.9公分，棲息在潮間帶，生活習性不明。